# اريك شانون
اريك شانون (بالإنجليزية: Eric Shannon)‏ (4 أبريل 1991 في الولايات المتحدة - ) هو لاعب كرة قدم أمريكي في مركز حراسة المرمى. لعب مع تشارلستون بيتري وAntigua GFC ‏ وVentura County Fusion ‏ ودي موين مانس ‏.

## وصلات خارجية
- اريك شانون على موقع قاعدة بيانات كرة القدم.إي يو (الإنجليزية)